# Émile Frédéric Jean Baptiste Ragot
Pour les articles homonymes, voir Ragot.
Émile Frédéric Jean Baptiste Ragot ou Frédéric Ragot, né le 7 décembre 1872 à Paris et mort le 26 mai 1942 à Esbly (Seine-et-Marne), est un peintre et un sculpteur français.

## Biographie
Émile Frédéric Jean Baptiste Ragot est le fils d'Antoine Frédéric Ragot, employé, et de Catherine Jouve.
Sculpteur, peintre de genre et de paysage, il est l'élève de Jules Lefebvre, d'Antoine Guillemet, d'Henri Biva et de Tony Robert-Fleury, il expose au Salon à partir de 1898.
Il obtient une mention honorable en 1900, le prix Raigecourt-Goyon en 1907, le prix de l'Association amicale des Paysagistes français et une médaille d'argent en 1914, et une médaille d'or en 1932.
Veuf de Mathurine Marie Granlin (1869-1923), il épouse, en 1925, Germaine Eugénie Delalande (1885-1968).
Il meurt à Esbly à l'âge de 69 ans.